# Nika Lubitsch
Nika Lubitsch (* 1953, bürgerlich: Monika von Ramin) ist eine deutsche Krimiautorin. Bekannt wurde sie vor allem durch ihre selbstverlegten Kriminalromane, die zu Bestsellern wurden. Alleine ihr Debüt-Roman Der 7. Tag verkaufte sich bis heute rund 350.000 Mal und wurde 2017 als ZDF-Fernsehfilm der Woche verfilmt. Insgesamt liegt ihre Verkaufszahl bei rund 1 Million Bücher.
Seit ihrem Durchbruch 2013 lebt sie hauptberuflich als Schriftstellerin.

## Werke (Auswahl)
- Der 7. Tag, mvg Verlag, München, ISBN 9783868824476
- Das 5. Gebot, mvg Verlag, München, ISBN 9783868824650
- Das 2. Gesicht, Lago Verlag, München, ISBN 9783957610096
- 15 Jahre, Belle Époque Verlag, Dettenhausen, ISBN 978-3-96357-184-8

## Trivia
Sie war 2015 Mitglied der Jury des deutschen Amazon Indie-Autoren-Preises (Kindle Storyteller-Award).
Die Autorin war 2021 mit ihrem Roman Sie wäre jetzt 17 Gewinnerin des Skoutz-Awards in der Kategorie Crime.
Lubitsch lebt mit ihrem Mann in Berlin-Zehlendorf.
Sie ist neben Poppy J. Anderson und Catherine Shepherd eine der wenigen Autorinnen in Deutschland, die mit Selbstpublikationen Millionäre geworden sind.